# Семикинский лесоучасток
Семикинский лесоучасток — посёлок в Сосновском районе Тамбовской области России. Входит в состав Перкинского сельсовета.

## География
Семикинский лесоучасток расположен в пределах Окско-Донской равнины, в юго-восточной части  района, по реке Цна.
Климат
Находится, как и весь район, в умеренном климатическом поясе, и входит в состав континентальной климатической области Восточно-Европейской Равнины. В среднем, в год выпадает от 350 до 450 мм осадков. Весной, летом и осенью преобладают западные и южные ветра, зимой — северные и северо-восточные. Средняя скорость ветра 4-5 м/с.

## Население
| 2010 |
| ---- |
| 124  |

## Инфраструктура
Лесная промышленность.

## Транспорт
Остановка общественного транспорта «Семикинский лесоучасток».